# 174e brigade d'infanterie (États-Unis)
Pour les articles homonymes, voir 174e brigade.
La 174e brigade d'infanterie des États-Unis est une brigade de l'armée américaine créé en 1862.